# Casinaria lenticulata
Casinaria lenticulata là một loài tò vò trong họ Ichneumonidae.